# Mozn Hassan
Mozn Hassan, född 1979 i Alexandria, är en egyptisk människorättsaktivist och feminist. 2016 fick hon motta Right Livelihood Award.

## Biografi
Hassan studerade klassiska språk vid Universitetet i Alexandria. Därefter studerade hon samhällskunskap och mänskliga rättigheter vid Kairos universitet. Hon avlade MA examen i International Human Rights Law vid American University in Cairo år 2005.

### Nazra for Feminist Studies
År 2007 startade Mozn Hassan organisationen Nazra for Feminist Studies. Nazra dokumenterar och lagför sexuella trakasserier och har sedan 2008 vunnit över femtio fall av vilka flera lett till fängelse.
| ”                                  | Vi är inte någon snäll och trevlig kvinnoorganisation, vi är inte bara en utvecklingsorganisation. Vi tror att den feministiska rörelsen är en politisk rörelse. Vi har alltid haft ett perspektiv på mänskliga rättigheter. | „ |
| – Mozn Hassan, till Guardian 2016. | |   |

### Global Fund for Women
Global Fund for Women är en stiftelse som stödjer initiativ för kvinnors mänskliga rättigheter som grundades 1987. Hassan är styrelsemedlem och rådgivare för frågor som rör Egypten.

### Right Livelihood Award
2016:s Right Livelihood pris går till personer och organisationer som arbetar med några av de mest akuta globala frågorna: krig, yttrandefrihet, kvinnors rättigheter och migranters utsatthet. Hassan var en av pristagarna.

## Utmärkelser
- 2013 – Charlotte Bunch, Human Rights Defender Award.[4]
- 2016 – Right Livelihood Award